# 原田雄二
原田 雄二（はらだ ゆうじ、1954年3月11日 - ）は、日本の元騎手。

## 来歴
1979年3月3日の阪神第1競走4歳以上オープン・キクマザクラ（7頭中5着）で初騎乗を果たし、24日の小倉第6競走5歳以上300万下・ミヤジダイコクで初勝利を挙げると、翌25日の小倉第2競走4歳未勝利・ウインマックスで初の2日連続勝利も記録。5月20日の阪神第11競走4歳以上オープンでは12頭中10番人気のリネンジョオーに騎乗し、テンメイ・ハシコトブキ・リードスワローを抑えてバンブトンコートの2着に入り、同期の栗田伸一とのワンツーになった。夏の小倉では7月21日・22日に2度目の2日連続勝利を記録し、8月4日の第1競走3歳未勝利では10頭中9番人気のロックシャープで勝利し単勝17520円・枠連38910円の波乱を起こす。12月1日の中京で初の1日2勝を挙げ、初年度から2桁勝利の12勝をマークするが、結局この年がキャリアハイとなった。
2年目の1980年には冬の小倉で4勝したほか、5月3日の阪神第7競走矢車賞をタニノチカラ産駒アヤブルーで勝利して初の特別勝ちを挙げたが、6ヶ月も勝ち星から遠ざかるなど、7勝に終わる。
3年目の1981年には後にジョーカプチーノの3代母に当たるジョーバブーンで特別戦を3勝し、1982年のタマツバキ記念では14頭中10番人気のスズノラッキーで2着に入った。
1983年には日高育成牧場で育った抽せん馬カルストンイーデンで小倉3歳ステークス5着、9月11日の阪神第4競走3歳新馬ではバミューダーでダイアナソロンの3着に入り、4年ぶりの2桁勝利となる11勝をマーク。
1984年には吉永正人・良人兄弟の実家である鹿児島吉永牧場生産の九州産馬ヨシノアンズで阪神3歳ステークス5着に入り、2年連続で11勝をマークしたが、結局この年が最後の2桁勝利となった。
1986年のカブトヤマ記念ではトウショウボーイ産駒の牝馬ラッキーオカメで13頭中10番人気ながら4着に入り、1988年6月5日の阪神第7競走4歳400万下・クインモーニングが最後の勝利を挙げ、吉永牧場生産馬ヨシノトップに騎乗した1989年9月2日の小倉第8競走ひまわり賞（12頭中7着）を最後に現役を引退。

## 騎手成績
| 通算成績 | 1着 | 2着 | 3着 | 4着以下 | 出走回数 | 勝率 | 連対率 |
| -------- | --- | --- | --- | ------- | -------- | ---- | ------ |
| 平地     | 62  | 71  | 94  | 696     | 923      | .067 | .144   |
| 障害     | 1   | 0   | 5   | 5       | 11       | .091 | .091   |
| 計       | 63  | 71  | 99  | 701     | 934      | .067 | .143   |